# Циклотронный резонанс
Циклотронный резонанс (ЦР) — явление поглощения или отражения электромагнитных волн проводниками, помещёнными в постоянное магнитное поле, на частотах, равных или кратных циклотронной частоте носителей заряда.

## История
Предсказал явление Я. Г. Дорфман и независимо от него английский физик Г. Дингл. Первое наблюдение циклотронного резонанса было сделано в 1953 году А. Кипом, Дж. Дрессельхаусом и Ч. Киттелем на кристаллах германия. В 1956—1958 годах советские физики М. Я. Азбель и Э. А. Канер теоретически предсказали циклотронный резонанс в металлах и разработали его теорию, в результате чего само явление получило название циклотронного резонанса (эффекта) Азбеля — Канера.

## Описание явления
В постоянном магнитном поле носители заряда движутся по спиралям, оси которых направлены вдоль силовых линий магнитного поля. В плоскости, перпендикулярной напряжённости магнитного поля Н, движение является периодическим с частотой {\displaystyle \omega _{c}}. Эта частота определяется как {\displaystyle \omega _{c}={\frac {qH}{m_{c}c}}} (в системе СГС).
С этой же частотой поворачивается и вектор скорости. Если при этом частица находится в однородном электрическом поле с частотой {\displaystyle \omega }, то поглощаемая ею энергия так же оказывается периодической по времени с частотой {\displaystyle \omega =\omega _{c}}. Средняя энергия, поглощаемая за большое время, резко возрастает при {\displaystyle \omega \approx \omega _{c}}.

## Условия наблюдения
Циклотронный резонанс может наблюдаться, если носители заряда совершают много оборотов, прежде чем они рассеются. Это условие имеет вид {\displaystyle {\omega _{c}}\tau \gg 1}, где {\displaystyle \tau } — среднее время между столкновениями. В твёрдом теле основную роль играют рассеяние на дефектах решётки и рассеяние на фононах. Последний процесс накладывает ограничение на наблюдение ЦР низкими температурами T < 10 К для «нормальных» значений частот и магнитного поля (Циклотронный резонанс при комнатной температуре можно наблюдать в сверхсильных магнитных полях).

## Математическое описание
При наблюдении ЦР радиус циклотронной орбиты оказывается много меньшим длины волны излучения, что позволяет ввести локальную связь между плотностью наведенного тока и напряжённостью электрического поля, и воспользоваться дипольным приближением. В этом случае поглощаемая в единице объёма мощность описывается следующим выражением:
{\displaystyle P={\frac {1}{2}}Re(j_{i}E_{i}^{*})={\frac {1}{2}}(\sigma _{ij}E_{j}E_{i}^{*})}.
Форма линии поглощения даётся вещественной частью {\displaystyle \sigma }. Классическая теория циклотронного резонанса для изотропной эффективной массы даёт следующее выражение для {\displaystyle Re\sigma }:
{\displaystyle Re\sigma _{\pm }=\sigma _{0}{\frac {1/\tau }{(\omega \pm \omega _{c})^{2}+1/\tau ^{2}}}},
{\displaystyle \sigma _{0}={\frac {Nq^{2}\tau }{m_{c}}}}, где {\displaystyle N} — концентрация частиц, {\displaystyle q} — заряд, {\displaystyle m_{c}} — эффективная циклотронная масса, {\displaystyle \tau } — среднее время между столкновениями.
Видно, что линия ЦР представляет собой Лоренцеву линию, добротность которой определяется {\displaystyle \omega _{c}\tau }.

## Применение ЦР
Исследование циклотронного резонанса является эффективным методом для определения свойств различных материалов. В первую очередь, ЦР используется для определения эффективных масс носителей.
По полуширине линии ЦР можно определить характерные времена рассеяния, и, тем самым, установить подвижность носителей.
По площади линии можно установить концентрацию носителей заряда в образце.
Также ЦР используется для нанесения тонких плёнок полупроводниковых материалов. Применение ЦР позволяет наносить плёнки при более низком остаточном давлении (10-7 торр). Применение ЦР позволяет использовать эффект «холодной плазмы».